# بات كونروي (روائي)
بات كونروي (بالإنجليزية: Pat Conroy)‏‏ (26 أكتوبر 1945 في أتلانتا - 4 مارس 2016 في بيافورت) لاعب كرة سلة، وروائي، وكاتب سيناريو، وكاتب من الولايات المتحدة.

## الوفاة
في 15 فبراير 2016، ذكر كونروي على صفحته على الفيسبوك أنه كان يعالج من سرطان البنكرياس. توفي في 4 مارس 2016 عن عمر يناهز 70 عامًا.أقيمت جنازة كونروي في 8 مارس 2016، في كنيسة القديس بطرس الكاثوليكية في بوفورت، كارولينا الجنوبية.

## الجوائز
- جائزة ليليان سميث للكتاب [الإنجليزية]‏
- جائزة أنسفيلد - وولف  [لغات أخرى]‏

## روابط خارجية
- بات كونروي على موقع IMDb (الإنجليزية)
- بات كونروي على موقع ألو سيني (الفرنسية)
- بات كونروي على موقع أول موفي (الإنجليزية)
- بات كونروي على موقع قاعدة بيانات الأفلام السويدية (السويدية)
- بات كونروي على موقع إن إن دي بي (الإنجليزية)
- بات كونروي على موقع ديسكوغز (الإنجليزية)
- بات كونروي على موقع قاعدة بيانات الفيلم (الإنجليزية)
- بات كونروي على موقع كينوبويسك (الروسية)